# Marcia Santos
Marcia Santos o Marcia I. Santos (Torreón, Coahuila, 1990) es una artista visual multidisciplinaria mexicana, fundadora del espacio artístico y cultural Casa Cx16  en Ciudad Juárez, Chihuahua. 

## Estudios
Egresó de la Licenciatura en Diseño Gráfico en la Universidad Autónoma de Ciudad Juárez y posteriormente en esa misma institución ingresó a la Licenciatura en Teoría y Crítica del arte. En 2017 formó parte del Programa Educativo de SOMA, una asociación civil capitalina dedicada a la discusión y reflexión del arte contemporáneo.

## Carrera
La artista ha participado en diversas exposiciones colectivas y una individual de 2010 a 2018. Adicionalmente ha presentado su obra en instituciones como: Museo de Arte de Ciudad Juárez, Museo Tamayo Arte Contemporáneo, Museo Universitario Arte Contemporáneo y Museo de Arte Moderno de Bucaramanga. Así mismo, ha presentado proyectos en el espacio público.
Entre sus disciplinas artísticas se encuentran la fotografía, el performance, happening y la instalación. Los temas que principalmente trabaja en su obra son el cuerpo como territorio y la frontera, esto procedente de su experiencia como mujer fronteriza.
En 2017, a su regreso de la Ciudad de México a Ciudad Juárez, después de haber sido parte del Programa Educativo de SOMA, Marcia inicia el proyecto de Casa Centrox16 o Casa Cx16, el cual define como un espacio autogestivo dirigido a la experimentación y producción artística de diferentes disciplinas como artes visuales, teatro, arte contemporáneo, etc. El espacio también se relaciona con actividades sociales como talleres y conservatorios enfocados a problemáticas sociales como equidad de género, medio ambiente y derechos humanos.

### Exposiciones colectivas
- La NoBienal. URBN Escalante. Costa Rica. 2018
- WHERE) DO WE BELONG?. COCA. Seattle. 2018
- El movimiento no está en la pantalla. CDMX. 2018
- El placer de la incertidumbre, CDMX. 2017
- ¿Qué chingados es un museo? Museo Insular. CDMX. 2017
- LadyFest, Cd. Juárez. 2015
- FEMINEN. Cd. Juárez. 2014

### Exposiciones individuales
- La Re-construcción de Ciudad Juárez por medio del relato, 2013